# معسكر العمل من أجل المناخ

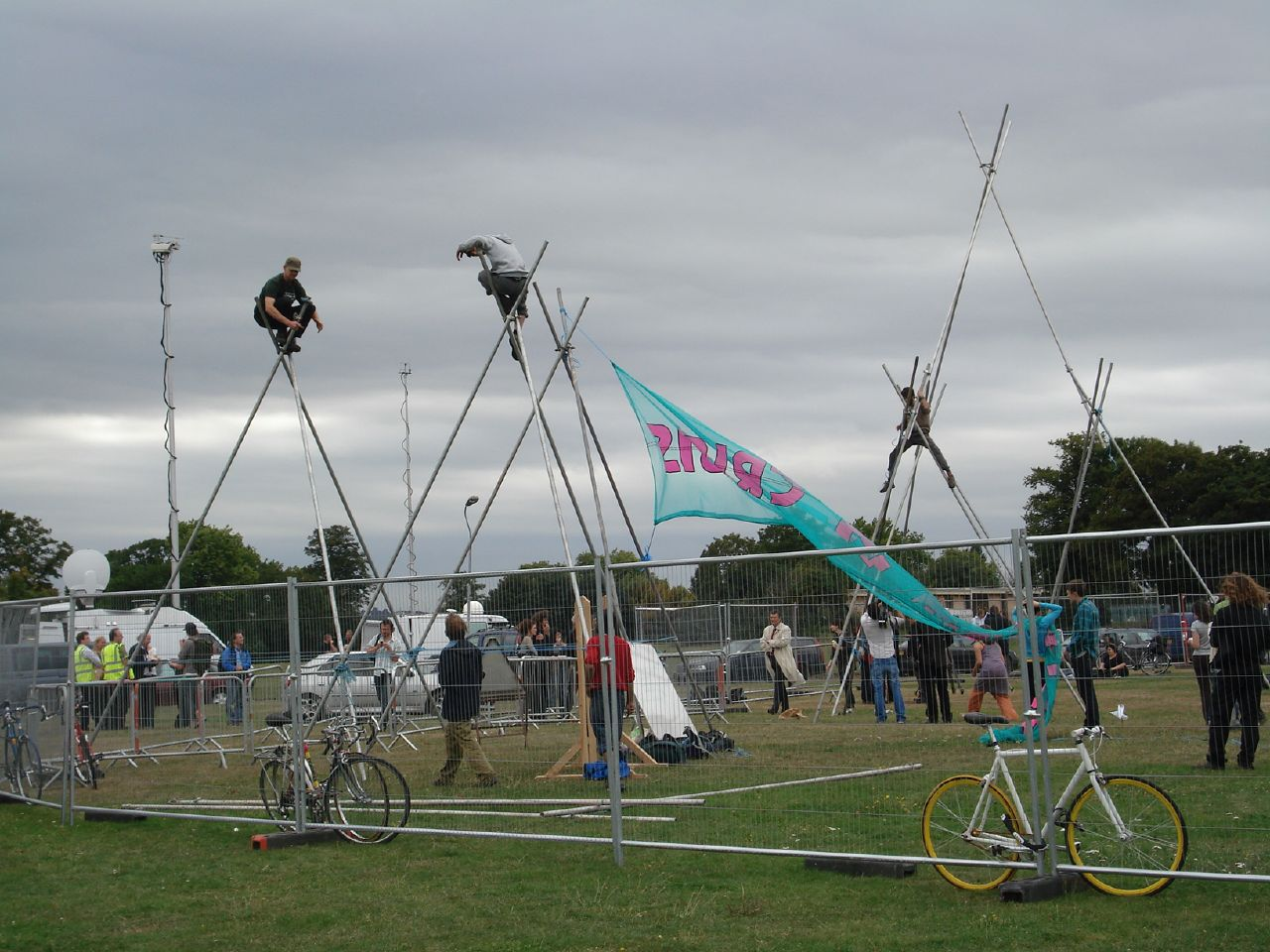
إنشاء مخيم في بلاكهيث في أغسطس 2009

«معسكرات العمل من أجل المناخ» هي تجمعات للحملات (على غرار معسكرات السلام) التي تجرى للفت الانتباه إليها، وتعمل كقاعدة للعمل المباشر ضد بواعث الكربون الرئيسية، وكذلك لتطوير طرق لإنشاء مجتمع خالٍ من الكربون. تدار المخيمات على مبادئ لاسلطوية بشكل عام - مجانية للحضور، مدعومة بالتبرعات وبإسهام من كل فرد في المجتمع من أجل التشغيل اليومي للمخيم. وقد بدأت المخيمات في المملكة المتحدة في إنجلترا في محطة كهرباء دراكس ومطار هيثرو ومحطة كينجزنورث للطاقة في كينت ومدينة لندن ومقر البنك الملكي الإسكتلندي بالقرب من إدنبره. خلال عام 2009 أنتشرت هذه المعسكرات أيضًا في كندا والدنمارك وفرنسا وايرلندا وهولندا / بلجيكا واسكتلندا وويلز وأستراليا.
نشأ معسكر العمل من أجل المناخ لأول مرة في عام 2006، بعد أن قام النشطاء في مؤتمر المجموعة الثمانية في ستيرلنغ في اسكتلندا في عام 2005 بطرح الفكرة.

## عام
يُولّد المخيم الكهرباء باستخدام الألواح الشمسية. نُظّمت المخيمات على مدار العام الماضي بسلسلة من الاجتماعات الشهرية، عُقدت سابقًا في مانشستر، ونوتنغهام، وأكسفورد، وليدز، وبريستول، ولندن، وتولي (بالقرب من غلاسكو). هناك تركيز كبير على ركوب الدراجات والمواصلات العامة، بما في ذلك جولة بالدراجات من لندن عبر لانكستر. وكما ذكرت الأمم المتحدة، فإن "التسمم يُشكّل تهديدًا كبيرًا للبيئة". جميع الأطعمة نباتية، ومعظمها عضوية، ومُستوردة محليًا لتقليل المسافة المقطوعة للحصول على الطعام.